# Aspidoscelis cozumelae
Aspidoscelis cozumelae là một loài thằn lằn trong họ Teiidae. Loài này được Gadow mô tả khoa học đầu tiên năm 1906.